# Palavansathu
Palavansathu è una suddivisione dell'India, classificata come census town, di 16.136 abitanti, situata nel distretto di Vellore, nello stato federato del Tamil Nadu. In base al numero di abitanti la città rientra nella classe IV (da 10.000 a 19.999 persone).

## Geografia fisica
La città è situata a 12° 53' 47 N e 79° 07' 31 E.

## Società

### Evoluzione demografica
Al censimento del 2001 la popolazione di Palavansathu assommava a 16.136 persone, delle quali 8.179 maschi e 7.957 femmine. I bambini di età inferiore o uguale ai sei anni assommavano a 1.328, dei quali 700 maschi e 628 femmine. Infine, coloro che erano in grado di saper almeno leggere e scrivere erano 12.226, dei quali 6.657 maschi e 5.569 femmine.